# Къща музей „Стив Наумов“
Къщата музей „Стив Наумов“ (на македонска литературна норма: Спомен куќа на Стив Наумов) е мемориален музей, посветен на комунистическия партизанин Стефан Наумов – Стив, обявен за народен герой на Югославия, разположен в град Битоля, Северна Македония.

## Местоположение
Родната къща на Стефан Наумов се намира на улица „Пецо Божиновски“ № 11 в централната част на Битоля.

## История
Стфан Наумов – Стив е секретар на битолския комитет на Югославската комунистическа партия и загива в сражение с българската полиция при Болно в 1942 година.
На 4 юли 1961 година, по случай Деня на бореца, за първи път е открита постоянната музейна експозиция, след като сградата е реконструирана и адаптирана за тази цел. В 1977 година сградата отново е реконструирана и адаптирана. Експозицията е на площ от около 150 m2 на партерния и първия етаж. През 2002 година е обновена за трети път с нови експонати.

## Описание
В приземния дял предимно са изложени мебелите и предметите от бита на семейство Наумови. На горния етаж на сградата, който заема площ от около 80 m2, има 4 отделни помещения. В едното са представени документи и предмети, проследяващи живота и делото на Наумов от най-ранното му детство (снимки, документи, предмети), във второто – комунистическата му дейност, смъртта му на 12 септември 1942 година заедно с Мите Богоевски. Историческата част завършва с разказ за всичко, което е написано и изградено в памет на Наумов. В третото помещение на площ от 18 m2 е обособена приемна за тържества и посещения, с оригинални и закупени предмети от този период, които дават представа за средно заможно семейство от този период, с фонд рамкирани семейни снимки.
Финалът на цялостната експозиция е пренареденият затворен коридор, в който са преместени три произведения на изкуството с размери над 3 × 4 m на художника партизанин Тоде Ивановски, на които са изобразени формирането на Първи партизански отряд „Пелистер“, убийството на полицейския началник Кюрчиев и срещата между Стив и Мите преди смъртта му. В същия коридор има и макет, който показва триизмерно и със светлинни ефекти атаката на Партизанския отряд „Даме Груев“ над полицейския участък в селото Кажани под ръководството на Стефан Наумов-Стив. На отделно пано са показани народните герои от Битоля и Битолско.